# Idea (genre)
Pour les articles homonymes, voir Idea.
Genre
Idea est un genre d'insectes lépidoptères appartenant à la famille des Nymphalidae, à la sous-famille des Danainae et à la tribu des Danaini.

## Dénomination
Idea a été nommé par Johan Christian Fabricius en 1807.
Synonymes : Hestia Hübner, 1816; Nectaria Billberg, 1820; Sabalassa Moore, 1883. 
En anglais ils se nomment Tree Nymphs ou Paper-butterflies.

## Liste desespèces
- Idea agamarschana (C. et R. Felder, 1865); présent dans le sud de la Birmanie et au Bangladesh.
- Idea blanchardi Marchal, 1845; présent au Sulawesi.
- Idea durvillei Boisduval, 1832; présent en Nouvelle-Guinée.
- Idea electra (Semper, 1878); présent aux Philippines.
- Idea hypermnestra (Westwood, 1848); présent en Birmanie, en Malaisie, à Java, à Sumatra et à Bornéo.
- Idea iasonia (Westwood, 1848); présent dans le sud de  l'Inde, au Sri Lanka et en Malaisie.
- Idea idea (Linnaeus, 1763); présent aux Moluques.
- Idea leuconoe Erichson, 1834; présent aux Philippines, en Thaïlande, à Java, à Bornéo en Malaisie, à Sumatra et à Taïwan.
- Idea lynceus (Drury, 1773); présent en Inde, Sri Lanka, en Birmanie, en Thaïlande, en Malaisie, à Sumatra et dans le sud de Bornéo.
- Idea malabarica (Moore, 1877); présent dans le sud de l'Inde.
- Idea stolli (Moore, 1883); présent en  Malaisie, à Java, à Sumatra et à Bornéo.
- Idea tambisisiana Bedford-Russel, 1981; présent dans l'est du Sulawesi.